# Rali da Austrália

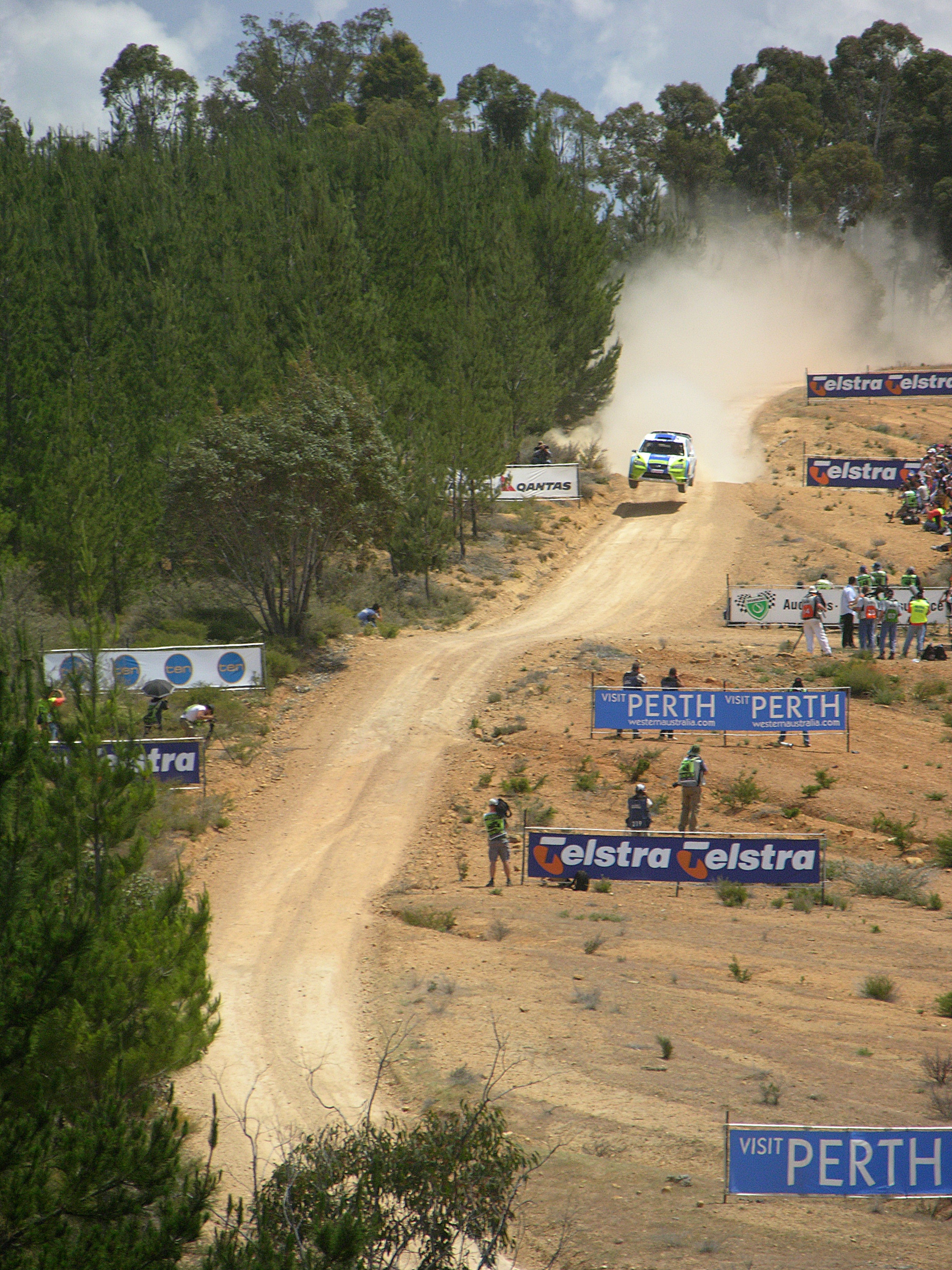
Marcus Grönholm no Bunnings Jumps.

Rali da Austrália é uma das etapas do Campeonato Mundial de Rali (WRC), disputado em Perth, oeste da Austrália.

## História
A prova que decorreu em 2005, tinha 26 especiais e cerca de 1345,41 km. O primeiro dia foi realizado no sul de Perth, e incluía quatro super especiais no Complexo Gloucester Park no Rio Swan.
O Rali da Austrália foi votado como Rali do Ano em 1995, 1999 e 2000, pelas equipas do WRC.
Em 2006, edição de 2007 foi cancelada pelos responsáveis da organização o contrato que ligava ao WRC, pela Western Australia Tourism Commission.
Após ficar fora do calendário do campeonato mundial em 2007, a prova planejada para 2008 também foi cancelada, sem a aprovação do planejamento de construção das instalações para sediar o rali.

## Vencedores desde 1988
| Ano  | Piloto                                                | Navegador                                             | Carro                                                 | Edição                                                |               |
| ---- | ----------------------------------------------------- | ----------------------------------------------------- | ----------------------------------------------------- | ----------------------------------------------------- | ------------- |
| 2019 | Rali cancelado devido aos fogos florestais na região. | Rali cancelado devido aos fogos florestais na região. | Rali cancelado devido aos fogos florestais na região. | Rali cancelado devido aos fogos florestais na região. |               |
| 2018 | Jari-Matti Latvala                                    | Miikka Anttila                                        | Toyota Yaris WRC                                      |                                                       |               |
| 2017 | Thierry Neuville                                      | Nicolas Gilsoul                                       | Hyundai i20 Coupe WRC                                 |                                                       |               |
| 2016 | Andreas Mikkelsen                                     | Anders Jæger                                          | Volkswagen Polo R WRC                                 |                                                       |               |
| 2015 | Sébastien Ogier                                       | Julien Ingrassia                                      | Volkswagen Polo R WRC                                 |                                                       |               |
| 2014 | Sébastien Ogier                                       | Julien Ingrassia                                      | Volkswagen Polo R WRC                                 |                                                       |               |
| 2013 | Sébastien Ogier                                       | Julien Ingrassia                                      | Volkswagen Polo R WRC                                 |                                                       |               |
| 2012 | Não realizado                                         | Não realizado                                         | Não realizado                                         | Não realizado                                         | Não realizado |
| 2011 | Mikko Hirvonen                                        | Jarmo Lehtinen                                        | Ford Fiesta RS WRC                                    |                                                       |               |
| 2010 | Não realizado                                         | Não realizado                                         | Não realizado                                         | Não realizado                                         | Não realizado |
| 2009 | Mikko Hirvonen                                        | Jarmo Lehtinen                                        | Ford Focus RS WRC 09                                  |                                                       |               |
| 2008 | Não realizado                                         | Não realizado                                         | Não realizado                                         | Não realizado                                         | Não realizado |
| 2007 | Não realizado                                         | Não realizado                                         | Não realizado                                         | Não realizado                                         | Não realizado |
| 2006 | Mikko Hirvonen                                        | Jarmo Lehtinen                                        | Ford Focus RS WRC 06                                  |                                                       |               |
| 2005 | François Duval                                        | Sven Smeets                                           | Citroën Xsara WRC                                     | 18th Telstra Rally Australia                          |               |
| 2004 | Sébastien Loeb                                        | Daniel Elena                                          | Citroën Xsara WRC                                     | 17th Telstra Rally Australia                          |               |
| 2003 | Petter Solberg                                        | Phil Mills                                            | Subaru Impreza WRC 2003                               | 16th Telstra Rally Australia                          |               |
| 2002 | Marcus Grönholm                                       | Timo Rautiainen                                       | Peugeot 206 WRC                                       | 15th Telstra Rally Australia                          |               |
| 2001 | Marcus Grönholm                                       | Timo Rautiainen                                       | Peugeot 206 WRC                                       | 14th Telstra Rally Australia                          |               |
| 2000 | Marcus Grönholm                                       | Timo Rautiainen                                       | Peugeot 206 WRC                                       |                                                       |               |
| 1999 | Richard Burns                                         | Robert Reid                                           | Subaru Impreza WRC 99                                 |                                                       |               |
| 1998 | Tommi Mäkinen                                         | Risto Mannisenmäki                                    | Mitsubishi Lancer Evolution V                         |                                                       |               |
| 1997 | Colin McRae                                           | Nicky Grist                                           | Subaru Impreza WRC 97                                 |                                                       |               |
| 1996 | Tommi Mäkinen                                         | Seppo Harjanne                                        | Mitsubishi Lancer Evolution III                       |                                                       |               |
| 1995 | Kenneth Eriksson                                      | Staffan Parmander                                     | Mitsubishi Lancer Evolution III                       |                                                       |               |
| 1994 | Colin McRae                                           | Derek Ringer                                          | Subaru Impreza 555                                    |                                                       |               |
| 1993 | Juha Kankkunen                                        | Nicky Grist                                           | Toyota Celica GT-Four ST185                           |                                                       |               |
| 1992 | Didier Auriol                                         | Bernard Occelli                                       | Lancia Delta HF Integrale                             |                                                       |               |
| 1991 | Juha Kankkunen                                        | Juha Piironen                                         | Lancia Delta Integrale 16V                            |                                                       |               |
| 1990 | Juha Kankkunen                                        | Juha Piironen                                         | Lancia Delta Integrale 16V                            |                                                       |               |
| 1989 | Juha Kankkunen                                        | Juha Piironen                                         | Toyota Celica GT-Four ST165                           |                                                       |               |
| 1988 | Ingvar Carlsson                                       | Per Carlsson                                          | Mazda 323 4WD                                         |                                                       |               |

## Curiosidade
O Rali da Austrália foi um dos primeiros (se não o primeiro) a ter um site oficial, alojado na University of Western Australia Libary, com os resultados a serem disponibilizados uma hora depois do final de cada etapa. Foi em 1994 e foi desenvolvido pelos entusiastas Carl Brewer, Jason Wood e Cynan 'Dusty' Rhodes.